# كارلوس لاكوست
كارلوس لاكوست (بالإسبانية: Carlos Alberto Lacoste) (و. 1929 – 2004 م) هو عسكري محترف، وسياسي من الأرجنتين ولد في بوينس آيرس.
ويحمل رتبة عسكرية أدميرال .

## سنوات سابقة
بالإضافة إلى مهنة البحرية، قامت لاكوست بتنظيم بطولة كأس العالم لكرة القدم 1978، والتي استضافتها الأرجنتين.

## الرئيس المؤقت الأرجنتين
في ديسمبر كانون الأول عام 1981 أطيح برئيس الدولة الجنرال روبرتو فيولا بانقلاب. وتولى لاكوست الحكم كرئيس مؤقت من 11 ديسمبر - 22 ديسمبر 1981.
خلفه في مكتب الرئاسة الفريق ليوبولدو جالتييري.

## السنوات اللاحقة
بعد الحكومة العسكرية، حافظ على علاقاته مع جمعيات كرة القدم، ليصبح ممثل أمريكا الجنوبية في الفيفا، وفي عام 1986 عُيَّن مراقب الأرجنتين في سحب قرعة مباريات كأس العالم لكرة القدم 1986 في المكسيك، والذي فازت به الأرجنتين.

## الوفاة
توفي في عام 2004.